# Jiangxi Nanchang Greenland Central Plaza
Le Jiangxi Nanchang Greenland Central Plaza  (江西绿地中心) est un ensemble de deux gratte-ciel jumeaux, de bureaux, hauts de 303 mètres sur 59 étages, construit dans le centre-est de la Chine à Nanchang dans la province du Jiangxi.
Ce sont les plus hauts gratte-ciel de la ville  et de la province du Jiangxi. Elles comptent parmi les plus hautes tours jumelles du monde. Chacune des tours comprend 109,888 m² de surface de plancher . Leur construction a commencé en 2010 et s'est achevée en 2015.
Les architectes sont l'agence américaine SOM et l'agence chinoise East China Architectural Design & Research Institute .
Le promoteur ('developer') est la société Greenland Group.